# Аурел Влайку (летище)
Международно летище „Аурел Влайку“ (на румънски: Aeroportul Internațional București Băneasa – Aurel Vlaicu) (BBU/LRBS) (познато още, като летище Банеаса или Летище Букурещ–град) е разположено в квартал Банеаса, Букурещ, Румъния.
Намира се на 8,5 км северно от центъра на Букурещ. Наименувано е на румънския инженер, изобретател, строител на самолети и пилот Аурел Влайку. То е единственото летище, обслужващо Букурещ до 1965 г., когато Международно летище Анри Коанда е отворено за гражданска авиация.
До март 2012 г., когато става летище за бизнес полети, „Аурел Влайку“ е второто по натовареност летище в Румъния, като обслужва предимно нискотарифни компании като тяхна основна база.

## История
Първият полет от летище „Аурел Влайку“ е извършен през 1900 г. от френския пионер в авиацията и пилот Луиз Блерио. През 1912 г. първото авиационно училище в Румъния отваря врати на летище Банеса. Това прави летище Банеса най-старото опериращо летище на територията на Източна Европа.
През 1920 г. е основана база на CFRNA (Френско-румънска компания за авионавигация) – първата румънска авиокомпания, която е сред най-старите в света, предшественик на румънския национален авиопревозвач ТАРОМ. През 1923 г. CFRNA построява фабрика за поддръжка на самолети на летище Банеса, на основа на която е изградена космическата компания Romaero през 1960 г.
Терминалите, които се намират сега на летището, са проектирани в края на 1940-те години и са отворени през 1952 г. По онова време са считани за едни от най-добрите архитектурни образци на Букурещ. Сградата се състои от централен купол с 3 отделни крила, представляващи двигателна перка на витлов самолет с 3 върха.

### Нискотарифни компании
Първата нискотарифна компания, започнала да оперира от летище „Аурел Влайку“, е Blue Air през 2004 г. След влизането на страната в Европейския съюз от летището започват да оперират и други компании (Wizz Air, EasyJet, Germanwings), като те започват нови полети от Букурещ до популярни европейски дестинации.

### Реконструкция
От 10 май до 19 август 2007 г. летището е затворено за реконструкция. Всички полети по това време са пренасочени към Международно летище „Анри Коанда“. Реконструкцията включва търговската част, ресторантите, ВИП салона и 300 паркоместа. Системите за осветление на пистата също са обновени. Цената на реконструкцията е 20 милиона евро.

### Бизнес летище
През март 2012 г. Международно летище „Аурел Влайку“ е преструктурирано в летище, което обслужва само бизнес полети. Нискотарифните компании са преместени на Международно летище „Анри Коанда“.

## Терминали
Сградата е проектирана в края на 1940-те години така, че да обслужва не повече от 600 000 пътници годишно и обслужването на самолети да е за не повече от 25 минути. През 2012 г. летището е затворено за комерсиални цели, защото сградите са прекалено натоварени и не издържат на пътникопотока. Сградата не може да бъде разширена, защото е градска забележителност.

## Авиокомпании
От 25 март 2012 година всички граждански полети са преместени на летище „Анри Коанда“. След тази дата летището обслужва само чартърни и бизнес полети.

## Статистика
От 20-30 пътници за месец през 2001 – 2002 г. Международно летище „Аурел Влайку“ обслужва 119 000 пътници през 2004 и 2 398 911 пътници през 2011 г.